# Прёппер, Робин
Робин Прёппер (нидерл. Robin Pröpper, род. 23 сентября 1993 года, Арнем, Нидерланды) — нидерландский футболист, защитник клуба «Твенте».
Основная игровая позиция — центральный защитник. Также может играть на позиции опорного полузащитника.

## Карьера
Прёппер начал заниматься футболом в молодёжном составе клуба «Витесс». На молодёжном уровне также играл в клубе «Де Графсхап». В профессиональном футболе Прёппер дебютировал 17 августа 2012 года в матче против «Гоу Эхед Иглз», где вышел на замену на 88-й минуте матча. Свой первый гол за клуб Прёппер забил в следующем же матче против «Хелмонд Спорт» на 23-й минуте. В этом же матче Прёппер сделал результативную передачу на Тима Винккена. В апреле 2015 года Прёппер продлил свой контракт с «Де Графсхап» до конца сезона 2015/16.
26 мая 2016 года было объявлено о переходе Робина в «Хераклес».
В июле 2021 года перешёл в «Твенте», подписав с клубом трёхлетний контракт.
1 августа 2024 года перешёл в шотландский «Рейнджерс». 10 августа дебютировал за клуб в матче чемпионата Шотландии против «Мотеруэлла» и отметился автоголом на 17-й минуте.
Летом 2025 года вернулся в «Твенте», подписав четырёхлетний контракт до середины 2029 года.

## Личная жизнь
Младший брат Дави Прёппер также был футболистом, играл за сборную Нидерландов.

## Статистика выступлений
| Клуб             | Лига             | Сезон            | Чемпионат | Чемпионат | Кубок страны | Кубок страны | Еврокубки | Еврокубки | Итого | Итого |
| Клуб             | Лига             | Сезон            | Игры      | Голы      | Игры         | Голы         | Игры      | Голы      | Игры  | Голы  |
| ---------------- | ---------------- | ---------------- | --------- | --------- | ------------ | ------------ | --------- | --------- | ----- | ----- |
| Де Графсхап      | Эрстедивизи      | 2012/13          | 23        | 2         | 1            | 0            | 0         | 0         | 24    | 2     |
| Де Графсхап      | Эрстедивизи      | 2013/14          | 26        | 2         | 0            | 0            | 0         | 0         | 26    | 2     |
| Де Графсхап      | Эрстедивизи      | 2014/15          | 42        | 2         | 3            | 1            | 0         | 0         | 45    | 3     |
| Де Графсхап      | Эредивизи        | 2015/16          | 31        | 2         | 1            | 0            | 0         | 0         | 32    | 2     |
| Де Графсхап      | Итого            | Итого            | 122       | 8         | 5            | 1            | 0         | 0         | 127   | 9     |
| Всего за карьеру | Всего за карьеру | Всего за карьеру | 122       | 8         | 5            | 1            | 0         | 0         | 127   | 9     |